# マンサナレス川 (スクレ州)

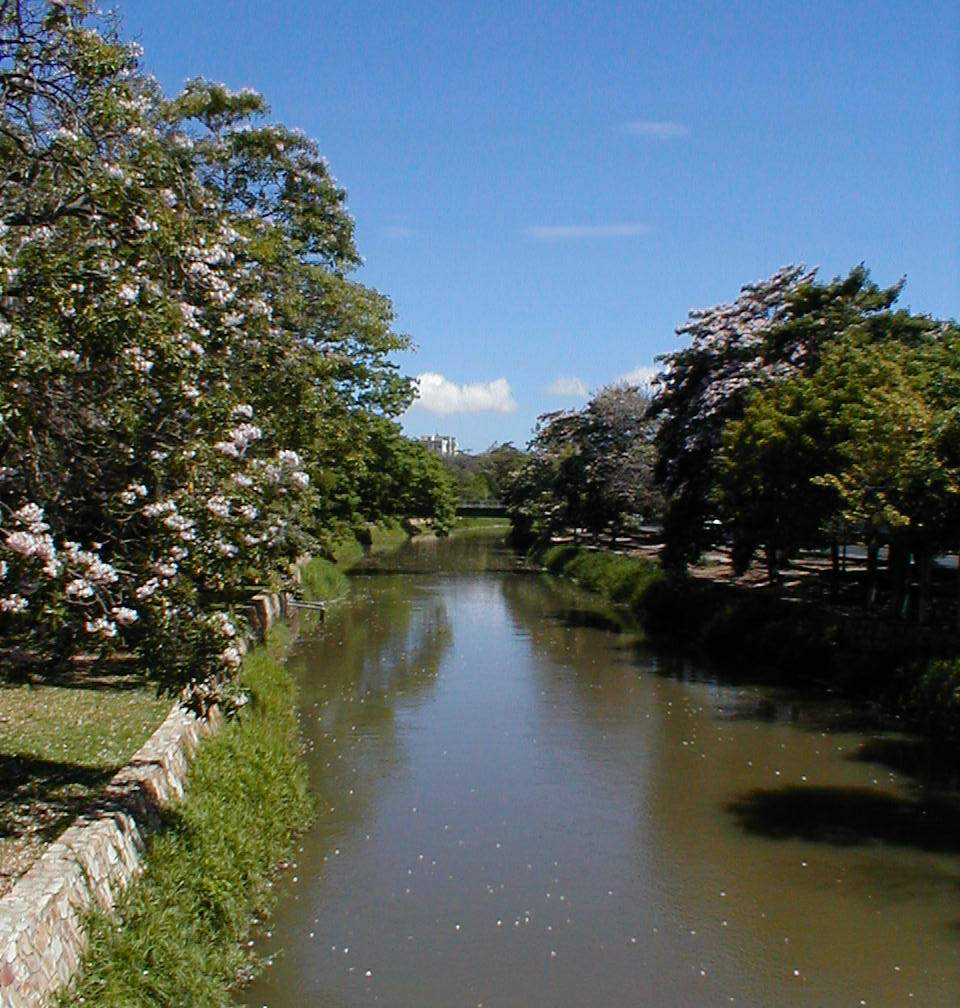
クマナを流れるマンサンナーレス川（2002年）

マンサンナーレス川（マンサナレスかわ、スペイン語 Río Manzanares）は、ベネズエラの北部、スクレ州のモンテス市とスクレ市を流れる川で、カリブ海に注ぐ。河口にスクレ州の州都クマナがある。

## 流路
スクレ州内の山地から流れ出て、北に向かう。クマナコアの盆地を経てビジャロエルで西に向きを転じ、サン・フアンで再び北に向かう。カンタラナの近くで山地を出て北西に転じ、クマナ市街の中心を通ってカリブ海に注ぐ。河口はカリアコ湾口の南側である。カンタラナ付近からは、マンサナレス川放水路が北東に分かれ、カリアコ湾に注ぐ。

## 自然
流域の気候は雨季と乾季の二つの季節を持ち、水量もこれに左右される。雨季には河口から1キロメートルまでが海水の塩分の影響を受けるが、乾季には4キロメートルまで遡る。また、乾季には河口部の水質汚染の影響が強まる。
マンサナーレス川近くのロスパトス潟では1964年にアフリカ原産のティラピアの一種、モザンビークティラピア (Oreochromis mossambicus) が漁業目的で導入された。この魚はすぐにマンサナレス川にも放たれて定着した。2001年にマンサナーレス川水系で実施された調査によれば、クマナコア盆地より川下で捕獲された個体の3割から4割がこの魚で占められていた。1976年調査と比べても、国内の他の水系と比べても、マンサナーレス川水系の魚種は少ない。モザンビークティラピアの影響ではないかと推測される。

## 治水
マンサナレス川は1970年に大洪水を起こし、クマナ市街を1メートルの高さで浸水させた。1972年に開通したマンサナレス川放水路は、川の水を逃がすためのものである。

## 主な支流と分流
- ロスチョロス川（Río Chorros） - ラクエスタ川（Río la Cuesta）
- グアスドゥア川（Río Guasdua）
- カリベ川（Río Caribe）
- アレナス川（Río Arenas）
- プエルトエスコンディド沢（Quebrada de Puerto Escondido）
- サンフアン川（Río San Juan）
- セデニョ川（Río Ceneño）
- マタレドンダ沢（Quebrada Mata Redonda）
- ブリト川（Río Brito）
- カンカムレ川（Río Cancamure） - グアラナチェ川（Río Guaranache）
- マンサナレス川放水路（Aliviadero del río Manzanares）